# Championnat d'Islande de football 1946
Navigation
Saison précédente Saison suivante
La saison 1946 du Championnat d'Islande de football était la 35e édition de la première division islandaise. Pour la première fois, le club d'IA Akranes participe à la compétition.
C'est le Fram Reykjavik qui remporte le championnat cette saison. C'est le 12e titre de champion du club. 

## Les 6 clubs participants
- KR Reykjavik
- Fram Reykjavik
- Valur Reykjavik
- Vikingur Reykjavik
- ÍBA Akureyri
- IA Akranes

## Compétition

### Classement
Le barème de points servant à établir le classement se décompose ainsi :
- Victoire : 2 points
- Match nul : 1 point
- Défaite : 0 point

| Rang | Équipe             | Pts | J | G | N | P | Bp | Bc | Diff |
| ---- | ------------------ | --- | - | - | - | - | -- | -- | ---- |
| 1    | Fram Reykjavik     | 9   | 5 | 4 | 1 | 0 | 17 | 10 | +7   |
| 2    | KR Reykjavik       | 7   | 5 | 3 | 1 | 1 | 16 | 9  | +7   |
| 3    | Valur Reykjavik T  | 7   | 5 | 3 | 1 | 1 | 11 | 7  | +4   |
| 4    | Vikingur Reykjavik | 3   | 5 | 0 | 3 | 2 | 11 | 15 | -4   |
| 5    | IA Akranes         | 2   | 5 | 0 | 2 | 3 | 6  | 13 | -7   |
| 6    | ÍBA Akureyri       | 2   | 5 | 0 | 2 | 3 | 6  | 13 | -7   |

|  | Champion d'Islande 1946 |

### Matchs
Tous les matchs se sont disputés au stade de Melavöllur à Reykjavik.
| Résultats (▼dom., ►ext.)                                   | Fra | KR  | Val | Vik | Akr | IBA |
| Fram Reykjavik                                             |     | 3-1 | 2-1 | 5-5 | 4-1 | 3-2 |
| KR Reykjavik                                               |     |     | 3-3 | 4-1 | 4-1 | 4-1 |
| Valur Reykjavík                                            |     |     |     | 2-1 | 2-1 | 3-0 |
| Vikingur Reykjavik                                         |     |     |     |     | 2-2 | 2-2 |
| IA Akranes                                                 |     |     |     |     |     | 1-1 |
| ÍBA Akureyri                                               |     |     |     |     |     |     |
| - Victoire à domicile - Match nul - Victoire à l'extérieur |     |     |     |     |     |     |

## Bilan de la saison
| Tableau d'Honneur                 |                |
| Compétition                       | Vainqueur      |
| Championnat d'Islande de football | Fram Reykjavik |